# Zona metropolitana de Guaymas
La Zona Metropolitana de Guaymas es una conurbación por el crecimiento demográfico de los municipios de Guaymas y de Empalme en el sur del estado de Sonora, México. El área es la única del estado que es catalogada como tal.

## Delimitación

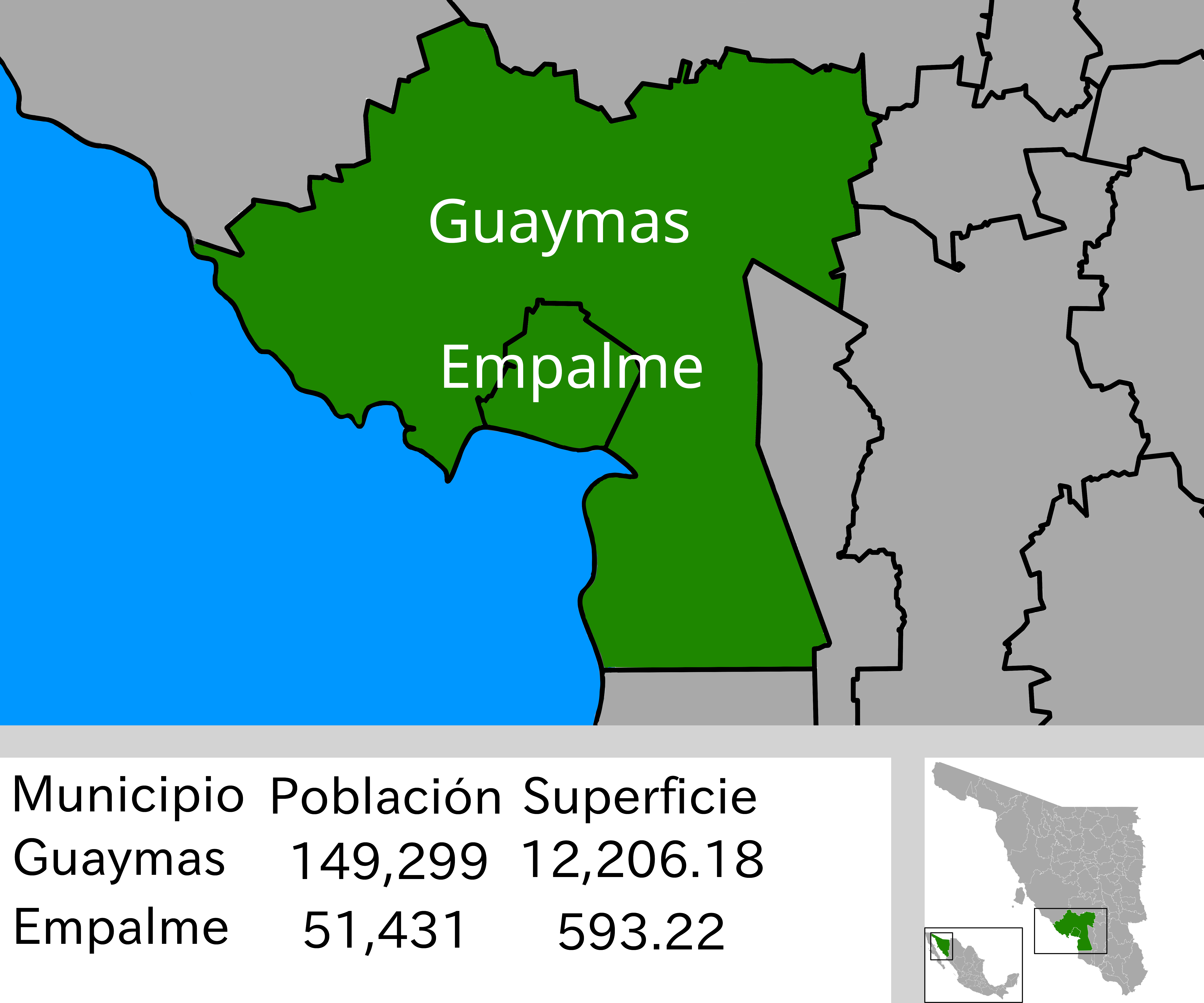
Municipios de la zona metropolitana

La Zona Metropolitana de Guaymas se localiza en el sur del estado de Sonora, en la región del desierto homónimo al estado y en la subregión del valle de Guaymas, colindando con el Golfo de California al sur y oeste y con el valle del Yaqui al norte y este. Está conformada por dos municipios, considerando al de Guaymas como el municipio central.

## Demografía

### Municipios
| Municipio | Población (2020) | Superficie  |
| --------- | ---------------- | ----------- |
| Guaymas   | 183,305 hab.     | 98.507 km²  |
| Empalme   | 40,560 hab.      | 13.75 km²   |
| Total:    | 223,865          | 112.262 km² |